# 利民河 (射阳县)
利民河，是中国江苏省射阳县南部的一条人工河道，位于黄沙港和新洋港之间。开挖于1955年，之后多次进行拓浚。现利民河西起长荡中心河，向东北流至黄沙港镇利民河闸汇入黄海。全长42.5公里，流域面积524平方公里。河底宽7～20米，河底高程－1.5～－2.0米。